# Европейска солидарност
Европейска солидарност (на украински: Європейська Солідарність) е политическа партия в Украйна, основана на 27 август 2014. До 2019 година е известна под името Блок Петро Порошенко. Ръководител на партията е Петро Порошенко, бивш президент на Украйна. Партията спечели президентските избори през 2014. 
На 28 август 2015 г. Украинският демократичен алианс за реформи на Виталий Кличко се слива с партията. 
Към октомври 2017 г. партията има около 30 000 членове.